# June Yamagishi
 (août 2025).
Si vous disposez d'ouvrages ou d'articles de référence ou si vous connaissez des sites web de qualité traitant du thème abordé ici, merci de compléter l'article en donnant les références utiles à sa vérifiabilité et en les liant à la section « Notes et références ».
June Yamagishi (山岸 润史, Junshi Yamagishi) est un guitariste japonais basé à La Nouvelle-Orléans en Louisiane. Il est né le 6 juin 1953 à Ise dans la préfecture de Mie au Japon.
En 1995, Yamagishi quitte  le Japon pour s'établir vivre à La Nouvelle-Orléans. Depuis il a joué avec des musiciens tels que Earl King, Henry Butler, Davell Crawford, Marva Wright, George Porter.
En 2007, il réunit le West Road Blues Band et le guitariste Shinji Shiotsugu pour enregistrer Together Again - Blues à La Nouvelle-Orléans. C'est un album de blues  enregistré à La Nouvelle-Orléans avec le soutien de musiciens locaux, dans la difficulté depuis le passage dévastateur de l'ouragan Katrina
En 2011, il est apparu dans la série de HBO Treme. Il est auditionné pour le groupe 'Les Apôtres de la Soul' du tromboniste Antoine Batiste interprété par l'acteur Wendell Pierce.

## Discographie

### en Solo
- 1979 Really?! (Flying Dog)
- 1981 All the Same (Invitation)
- 1988 Give This Love (Try M)
- 1993 Jack of the Blues (BMG Victor)
- 1994 Smokin' Hole (BMG Victor)
- 2007 Together Again - Blues in New Orleans (Victor Entertainment), with Shinji Shiotsugu

### avec le West Road Blues Band
- 1973 Live In Magazine No.1/2 (Chu Chu Record)
- 1975 Blues Power (Bourbon)
- 1975 Live in Kyoto (Bourbon)
- 1984 Junction (Invitation)
- 1995 Live in New York (Zain)

### avec Chickenshack
- 1986 Chickenshack I (Meldac)
- 1986 Chickenshack II (Meldac)
- 1986 Urban Square (original soundtrack) (Meldac)
- 1987 Loving Power (Meldac)
- 1987 Chickenshack III (Meldac)
- 1988 Chickenshack IV (Meldac)
- 1989 Chickenshack V (Meldac)
- 1990 Loving Power II (Meldac)
- 1990 Chickenshack VI (Meldac)

### avec Band of Pleasure
- 1992 Live at Kirin Plaza
- 1994 Band of Pleasure
- 1995 A Tiny Step

### avec The Wild Magnolias
- 1996 1313 Hoodoo Street (AIM)
- 1999 Life Is a Carnival (Metro Blue)
- 2002 30 Years & Still Wild (AIM)

### avec Papa Grows Funk
- 2001 Doin It'
- 2003 Shakin'
- 2006 Live at the Leaf
- 2007 Mr. Patterson's Hat